# پاین‌کرست (فلوریدا)
پاین‌کرست (به انگلیسی: Pinecrest) روستای در شهرستان میامی-دید ایالت فلوریدا است که در سال ۱۹۹۶ بنیان‌گذاری شده‌است. این روستا طبق سرشماری سال ۲۰۱۰ میلادی، ۱۸٬۲۲۳ نفر جمعیت داشته و مساحت آن نیز ۱۹٫۶ کیلومتر مربع است.